# 蒂奇內托河
46°25′14″N 8°51′29″E / 46.420665°N 8.858189°E

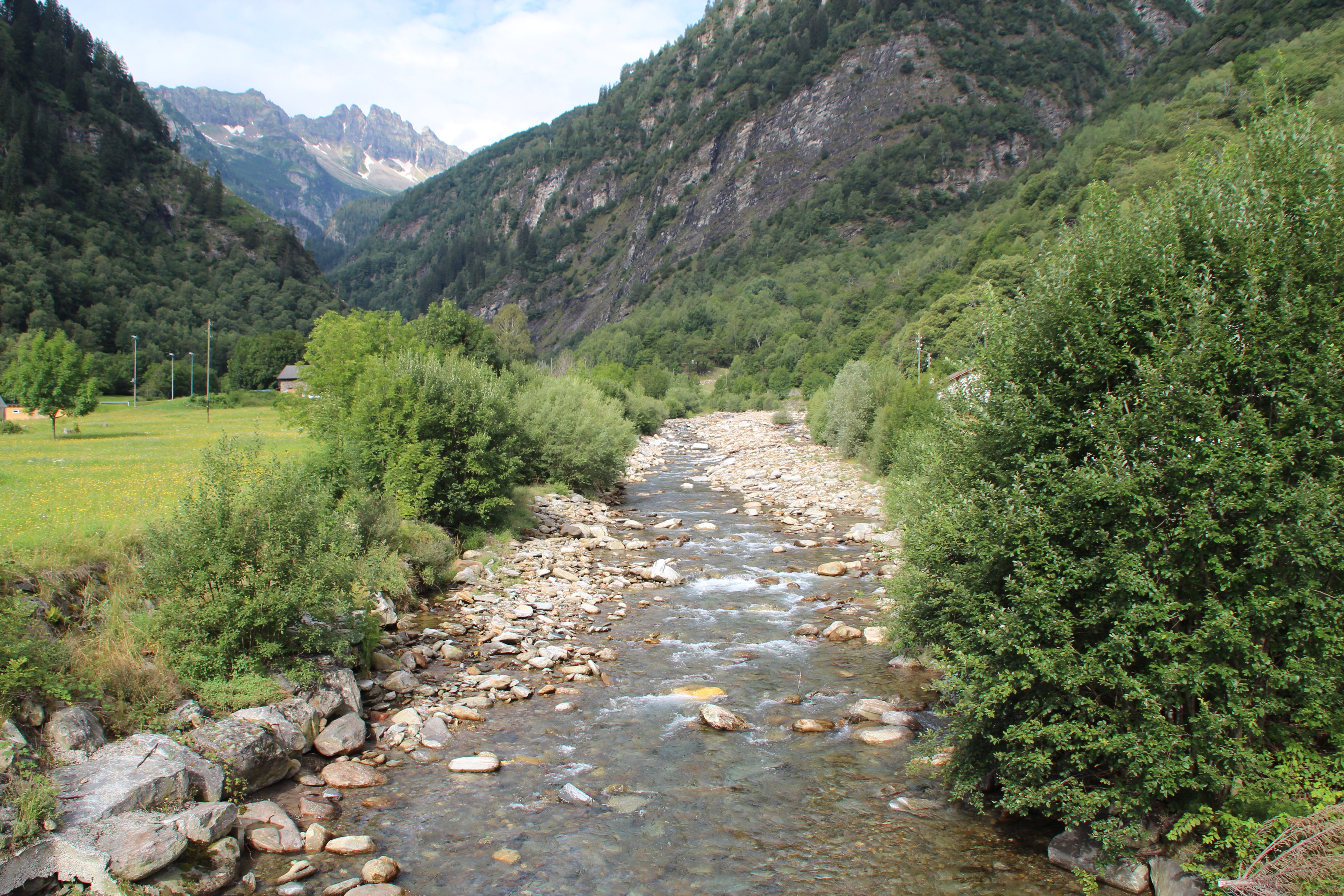

蒂奇內托河是瑞士的河流，位於該國南部，流經提契諾州，屬於提契諾河的右支流，河道全長10.9公里，流域面積29.1平方公里，河畔城鎮有法伊多和焦爾尼科。